# Szarvas
Szarvas (în slovacă Sarvaš) este un oraș în districtul Szarvas, județul Békés, Ungaria, având o populație de 17.230 de locuitori (2011).

## Demografie
Componența etnică a orașului Szarvas
     Maghiari (84,8%)
     Slovaci (10,79%)
     Romi (2,89%)
     Necunoscut (0,63%)
     Alții (0,89%)
Componența confesională a orașului Szarvas
     Luterani (26,3%)
     Fără religie (23,72%)
     Romano-catolici (15,1%)
     Reformați (4,11%)
     Atei (1,16%)
     Necunoscută (29,37%)
     Alte religii (1,31%)
Conform recensământului din 2011, orașul Szarvas avea 17.230 de locuitori. Din punct de vedere etnic, majoritatea locuitorilor (84,8%) erau maghiari, existând și minorități de slovaci (10,79%) și romi (2,89%). Apartenența etnică nu este cunoscută în cazul a 0,63% din locuitori. Nu există o religie majoritară, locuitorii fiind luterani (26,3%), persoane fără religie (23,72%), romano-catolici (15,1%), reformați (4,11%) și atei (1,16%). Pentru 29,37% din locuitori nu este cunoscută apartenența confesională.
În anul 1881 la Szarvas locuiau 22.504 de persoane, din care 13.301 slovaci, 8.075 maghiari și 2293 din alte etnii. 